# De roestige pijl
De roestige pijl is een  stripverhaal uit de reeks van Jerom.

## Locaties
Dit verhaal speelt zich af op de volgende locaties:
- de omgeving van Morotari, museum, huis van tante Sidonia, huis van Jef en zijn vrouw, ruïne van het kasteel van Rodan, E3

## Personages
In dit verhaal spelen de volgende personages mee:
- Jerom, suppoost, journalist, tante Sidonia, Jef Rodan en zijn vrouw, museumbezoekers, buurman van Jef, Sultan (de kat van Jef), inbreker, Odilon, agenten

## Het verhaal
Jerom wandelt in de omgeving van Morotari en trapt op een pijl van een kruisboog. Hij ziet dezelfde pijl op een schilderij uit 1565 in een museum met betrekking tot de plundering van het kasteel van Rodan door de Spanjaarden. De suppoost vertelt dat het opmerkelijk is dat de heer van Rodan niet in de richting van zijn vijanden schiet. Jerom vertelt zijn verhaal aan een journalist en tante Sidonia leest dit de volgende dag in de krant. Enkele dagen later belt Jef Rodan en vertelt dat er een schat in zijn familie moet zijn. Jerom besluit dit te onderzoeken en vliegt op zijn motor terug naar het museum en neemt foto's van het schilderij. Als hij later nogmaals terugkeert, is de suppoost bewusteloos en het schilderij is verdwenen. Ook Jef en zijn zieke vrouw blijken verdwenen te zijn. Jerom treft we een inbreker in het huis van Jef en achtervolgt deze man naar de ruïne. De inbreker geeft zich gewonnen en biedt Jerom iets te drinken aan, maar het blijkt een slaapdrankje te zijn.
De inbreker wil de pijl en vertelt dat Jef en zijn vrouw in de ruïne zijn opgesloten. De inbreker vernielt een steunpilaar en het kasteel zal instorten, daardoor besluit Jerom te vertellen dat hij de pijl in zijn brandkast heeft opgeborgen. Jerom staat op de plek van de steunpilaar en kan niet bewegen. Jerom belt met Morotari en zegt dat de pijl naar de ruïne moet worden gebracht. Tante Sidonia vertrouwt het niet en besluit Odilon om hulp te vragen, maar ze krijgen de brandkast niet open. Ze slepen de brandkast naar de auto en rijden samen naar de ruïne. Onderweg zien ze een lifter en tante Sidonia besluit deze man mee te nemen. Tante Sidonia en Odilon worden overmeesterd door de inbreker en vastgebonden in dezelfde ruimte als Jef en zijn vrouw. De inbreker heeft grote moeite om de brandkast open te krijgen, maar dit lukt uiteindelijk toch.
In de pijl blijkt een schatkaart te zitten en de inbreker bestudeert de kaart, waarna hij de vloer in het gewelf onder de toren openbreekt. De inbreker vindt de schat en vertelt Jerom dat hij de neef van Jef is. De inbreker neemt de wielen van de auto mee en rijdt weg. Jerom kan de toren niet lang meer recht houden en besluit een steun te bouwen met de stenen die de inbreker uit het gewelf heeft gehaald. Jerom redt de gevangenen, maar Jef en zijn vrouw zijn ontroostbaar door het verlies van de schat. Jerom berekent de locatie van de inbreker op een kaart en gooit de pijl in die richting. Hij waarschuwt de politie dat er om 16:30 uur een ongeval zal plaatsvinden bij kilometerpaal 85 op de E3. De politie lacht hem uit, het is nog maar 16:05 op dat moment. Het ongeval blijkt toch plaats te vinden en de politie treft een kist met juwelen aan. De vrienden krijgen de schat en de neef wordt door een dievenwagen weggebracht. 